# Age of Impact
Age of Impact – pierwszy studyjny album, projektu muzycznego Explorers Club. Na wydawnictwie wystąpili muzycy znani m.in. z grup Dream Theater, Mr. Big, Magellan, Yes, Death i innych. Muzyka prezentowana na wydawnictwie oscyluje w granicach rocka progresywnego z elementami heavy metalu.

## Lista utworów
Opracowano na podstawie materiał źródłowego.
1. "Fate Speaks" (Gardner) – 16:00
2. "Fading Fast" (Gardner) – 08:45
3. "No Returning" (Gardner) – 08:20
4. "Time Enough" (Gardner) – 09:15
5. "Last Call" (Gardner) – 11:10

## Twórcy
Opracowano na podstawie materiał źródłowego.
| - Terry Bozzio – instrumenty perkusyjne - Billy Sheehan – gitara basowa - Trent Gardner – instrumenty klawiszowe, puzon, śpiew - Wayne Gardner – gitara elektryczna, gitara basowa, gitara akustyczna - John Petrucci – gitara - Steve Howe – gitara akustyczna - Derek Sherinian – instrumenty klawiszowe - James Murphy – gitara - Michael Bemesderfer – flet, syntezator - Frederick Clarke – gitara akustyczna |  | - Matt Guillory – instrumenty klawiszowe - Bret Douglas – śpiew - Matt Bradley – śpiew - James LaBrie – śpiew - D.C. Cooper – śpiew - Kevin Elson – miksowanie - Ken Lee – mastering - Peter Morticelli – producent wykonawczy - Mike Varney – producent wykonawcy |